# تل الصوان
تل الصوان هو موقع أثري على الضفة الشرقية لنهر دجلة، جنوب سامراء في محافظة صلاح الدين وسط العراق،
مساحته نحو 2.4 هكتارات وأبعاده 220×110م. بدأ التنقيب في المكان منذ الستينات في القرن العشرين، وخاصة من قبل بعثات عراقية.
كشفت أعمال التنقيب عن قرية متطورة من العصر الحجري الحديث، عاشت على امتداد النصف الثاني للألف السادس ق.م.، وكانت مستوطنة محميّة بخندق مزدوج، يليه سور دفاعي، مزود ببوابات، مداخلها منحنية ليسهل الدفاع عنها، هذه التحصينات هي الأقدم من نوعها في الشرق القديم. وهناك أسوار تحيط ببعض الأبنية المهمة في المدينة.أبنية القرية كبيرة مؤلفة من غرف كثيرة، مبنية من اللبن المقولب، أرضها وجدرانها مطلية بالجص ومزودة بدعامات، بعضها معابد وبعضها مشاغل ومخازن أو بيوت سكن. تنظيمها دقيق على شكل حرف T، تفصل بينها باحات مزودة بغرف تخزين وأفران وتنانير، وتفصل بين المنشآت العمرانية شوارع رئيسة وفرعية وأقنية تصريف للمياه صنعت من الفخار.
كُشف تحت المباني عن الكثير من القبور، معظمها لأطفال، وبعضها ليافعين، دفن الأطفال في جرار من الفخار أو الرخام، أوفي سلال مطلية بالقار، بينما دفن اليافعون في حفر بيضوية الشكل في وضعية مثنية، لفّ الموتى بالحصر والقماش وزوِّدوا بمختلف أنواع الحلي، كالأساور والأطواق والقلائد، المصنوعة من الأحجار النادرة الثمينة والصدف والقواقع والنحاس والأوبسيديان، إضافة إلى التماثيل والأواني الفخارية. دلت هذه القبور الغنية على التمايز الاجتماعي والطبقي الذي عرف من ذلك الزمن الباكر، وتعد الأواني الفخارية والمرمرية والكلسية من أهم مكتشفات هذا الموقع، وهي تجسد الميزات الحضارية لصناعة الفخار في ذلك العصر. تباينت أنواع هذه الأواني من البسيط العادي، في الطبقات الأقدم، إلى الأنواع الراقية في الطبقات الأحدث.
كشف عن مختلف أنواع الجرار والطاسات والصحون والكؤوس التي حملت زخارف هندسية ونباتية وحيوانية، هي الأجمل من نوعها حتى ذلك العصر، فظهرت أشكال المياه والأسماك والنساء الراقصات بشعورهن الطويلة والوجوه البشرية التي تحمل آثار الوشم، إضافة إلى أشكال الغزلان وهي ترعى، والطيور والعقارب وغيرها.
وهناك التماثيل التي صنعت من الرخام، وبعضها من الطين، وجسدت فيها النساء واقفات، وقد برزت تفاصيلهن الجسدية، وعلى رؤوسهن أغطية، وعيونهن منزلة بالأحجار النادرة والحواجب محززة والأنف بارز وملامح الوجه واضحة، وبعض التماثيل بلا رؤوس، كما كشف عن دمى لحيوانات مختلفة، وخاصة لحمار الوحش.
عثر في المستوطنة أيضاً على لقى متنوعة كالأختام والخرز من النحاس، وأسلحة نحاسية، هي الأولى من نوعها، وهناك الأدوات الحجرية والعظمية والأدوات الزراعية المنوعة.
مارس السكان زراعة القمح والشعير والذرة والكتان، بعد أن عرفوا لأول مرة الري المنظم (السقاية)، الذي دلت عليه أيضاً مجموعات الأقنية والسواقي المكتشفة في الموقع. كما دجنوا الماعز والبقر والغنم والكلاب، واصطادوا مختلف أنواع الحيوانات البرية، كالغزلان وحمار الوحش والطيور والأسماك وغيرها.
بلغ سكان تل الصوان سوية اجتماعية واقتصادية عالية، جعلت من هذا الموقع أحد أكبر المدن التي كانت جزءاً مهماً من حضارة سامراء التي انتشرت على مساحة واسعة في شمالي بلاد الرافدين والجزيرة السورية، وأسست للحضارات التاريخية اللاحقة قبل أن تنهار في مطلع الألف الخامس ق.م.، من دون أن تُعرف الأسباب الحقيقة لذلك.

## التنقيب في تل الصوان

### 1- التنقيبات في تل الصوان ( الموسم الرابع 1967)
بدأت تنقيبات الموسم الرابع في تل الصون في الأول من آذار 1967 واستمرت لغاية الثامن من حزيران من نفس العام. وكانت بعثة التنقيب تتألف برئاسة كاتب هذا المقال وعضوية السادة غانم وحيدة، عواد الكسار، وياسين رشيد، وكان السيد حسين رسول مسؤولاً عن حسابات البعثة كما كان السيد عيسى الطعمة مسوؤلاً كالعادة عن إدارة العمال ومراقبة العمل والسيد محمد الأحمد الحميضة للمساعدة في الأعمال الهندسية كما التحق بالبعثة في الشهر الأخير من الموسم السيد رمزي نعوم للقيام بتحبير المخططات ورسوم الآثار والفخار. وقام السيد انتران إيفان بتصوير الحفريات والآثار.<br>لقد تركزت أعمال الموسم الرابع بإكمال استظهار جميع المرافق البنائية للطبقة الرابعة ضمن الخندق الدفاعي في المستوطن الوسطي (ب) حيث أكمل ذلك في منتصف شهر نيسان (1967) ثم بُدئ بالحفر في الطبقة التي تليها من أسفل (الثالثة) وفي نفس المستوطن أيضاً. ومن الجدير بالإشارة إليه في هذا الصدد أن أجزاءً بنائية من هذه الطبقة الأخيرة، (أي الثالثة) وخاصة في طرفها الجنوبي، كانت قد استظهرت سابقاً أثناء تنقيبات الموسم الأول، كما كشف عن بعض أقسامها في الموسم الثاني أيضاً.<br>لقد تمّ إكمال استظهار الجدار الضخم الذي يلف حول الخندق الدفاعي من الداخل محيطاً بمعظم أبنية الطبقة الثالثة ضمن المستوطن الوسطي (ب) وخاصة قسمه الشرقي، إن هذا الجدار (أو السور) كان على ما يظهر قد شيد في بداية زمن الطبقة الثالثة في دورها الأسفل (Level III B). كما أن البناء رقم 12 قد شيد على امتداد ضلعه الشمالي في آواخر زمن الطبقة الثالثة أو ربما في بداية زمن الطبقة الرابعة التي تعلوها. لقد كشف في هذا الموسم (الرابع) عن ما يقرب من ثمانية أبنية، سبعة منها ذات تخطيط بنائي موحد يشبه إلى حد كبير الحرف اللاتيني(T)، كما هي الحال في البناء رقم 12 (المذكور أعلاه) والذي تم اكتشافه خلال حفريات الموسم الثاني وأطلق عليه اسم «معبد الطبقة الرابعة». <br>وتتخلل هذه الأبنية ساحات واسعة ودروب بعضها مرصوف بالحصى. وفي إحدى الساحات تشاهد مجموعة من التنانير ملاصقة للوجه الداخلي للضلع الجنوبية من سور القرية في هذه الطبقة، وإن بقايا الجدار الضخم المجاور للبناء رقم 1 من الغرب ربما تمثّل الضلع الغربي لسور قرية الطبقة الثالثة. ولما كانت معظم أبنية الطبقة الثالثة (وربما جمعيها) تحتوي على مستويين (أرضيتين)، العلوي منهما عادة من الجص، فقد تأكد لدينا بصورة قاطعة أن هذه الأبنية (لا بل الطبقة نفسها) قد مرت بدورين سكنيين على الأقل نسميها: (1) دور التأسيس الأول أي الأسفل (أ) و(2) دور التجديد أو إعادة السكنى وهو الدور العلوي (ب). كما ظهر لنا بصورة لا تقبل الشك أن معظم مشتملات الدور العلوي (ب) بغرفها الصغيرة قد اتخذت مخازن للغلال، فلقد جاءتنا من باطن أغلب هذه المخازن بقايا من تلك الغلال وعظام الحيوانات التي استفادوا من لحومها للطعام وكذلك الآلات والأدوات الحجرية التي استعملت لتهيئة الطعام وللحراثة والحصاد. هذا وإن هنالك احتمالاً بكون بعض هذه المخازن ومشتملات الدور العلوي من الطبقة الثالثة قد بقي مستعملاً حتى أوائل زمن الطبقة الرابعة التي تعلوها.<br>القبور: <br>كانت القبور المكتشفة خلال الموسم الرابع في تل الصوان على نوعين؛ الأولى التي يرجع زمنها إلى دور سامراء، لما قبل التاريخ، دفن أصحابها على ما يظهر من قبل سكان الطبقة الثالثة نفسها، كما أن بينها ما هو مدفون من الطبقتين العلوتين (الرابعة والخامسة). أما المجموعة الثانية من القبور فترجع بزمنها إلى العصر البابلي أو الكاشي (نحو أواسط الثاني قبل الميلاد) حين اتخذ سطح الموقع مقبرة بعد أن هجر المكان بزمان طويل.<br>يسرنا في هذا المناسبة أن نشير إلى أن صديقنا طبيب الأسنان الدكتور جلال جرجيس قد قام بزيارة للموقع أثناء التنقيب بصحبة زوجته طبيبة الأسنان فائزة مقادسي وفحصا سوية عدداً من أسنان إنسان عصر سامراء والعصر البابلي القديم (أو الكاشي) وخلصا إلى أن أسنان سكان تل الصوان في عصر سامراء (أواخر الألف السادس قبل الميلاد) كانت أكثر تآكلاً وتسوساً وتساقطاً من أسنان الدور الأخير (أي العصر البابلي القديم)، وهذا مرجعه كما يعتقدان إلى نوع الغذاء السائد حينئذٍ.<br>المواد الغذائية الرئيسية:<br>إن من يعمل في حقل التنقيب العلمي في الوقت الحاضر لا يكتفي بالبحث عن الآثار الجميلة البارزة التي هي مطلب أي متحف من متاحف العالم، بل هو يسعى جهده إلى التوصل بشتى الوسائل المبتكرة إلى الكشف عن بقايا مادية تلقي الضوء على جوانب عدة من حياة سكان المستوطن الذي يعمل فيه. إن الجانب الاقتصادي أخذ يشغل أذهان علماء الآثار في الآونة الأخيرة وخاصة من يبحث منهم في فترات ما قبل التاريخ والمراحل التي أعقبت تدجين الحيوان ومعرفة الزراعة للتعرف على نمط الحياة الاقتصادية وأنواع المواد الغذائية الأولى التي عرفها واستخدمها الإنسان بعد أن استقر في قرى ثابتة قرب الينابيع والأنهار أو في المناطق التي تتوفر فيها الأمطار الكافية للزراعة، وهذا ما سعينا إليه دوماً في مختلف مواسم التنقيب في تل الصوان وقد كوفئنا على بحثنا بالعثور على نماذج من الغلال والبقايا العظيمة للحيوانات التي اقتات على لحومها سكان هذا الموقع في مختلف أدواره. ففي الموسم الأول (ربيع1964) عثرنا على نماذج من الحبوب المتفحمة في جهة من الضلع الشمالي من الخندق الدفاعي تفرغ لدراستها أحد مشاهير المختصين بالنباتات القديمة، هو البروفيسور هانس هيلباك من المتحف الوطني في كوينهاكن بالدنمارك، والذي أفادنا بأن من جملة المحاصيل الحقلية لأهالي تل الصوان هي الحنطة والشعير، وإن سكان الموقع كانوا يعتمدون أحياناً على السقي في زراعة هذين النوعين من الغلال، كما هي الحالة الآن في نفس المنطقة، لقلة الأمطار في وسط العراق في ذلك الزمن كما هي عليه الآن.<br>إن البحث الدقيق في التربية والركام الناجم عن حفريات مختلف أجزاء البقايا النباتية ومخازن الطبقة الثالثة خلال عمليات الموسم الرابع قد زوَّدنا بمجاميع كبيرة من بقايا عظام الحيوانات الأليفة والبرية، والتي اصطادها الإنسان في هذا الموقع، واقتات على لحومها واستفاد من بقاياها الأخرى، وبنتيجة تفرّغ المختصين بعظام الحيوانات على دراسة وفحص هذه البقايا العظيمة ظهر بأن الخراف والماعز والغزلان كانت عماد الثروة الحيوانية لأهل هذه المنطقة من العراق في الألف السادس قبل الميلاد. كما أن السمك كان الغذاء الرئيسي لسكان تل الصوان في عهوده جميعها.</p>

### 2 ) - التنقيب في تل الصوان الموسم الخامس ( 1967-1968)
ابتدأت عمليات تنقيب الموسم الخامس في تل الصوان في الخامس والعشرين من تشرين الثاني1967 واستمرت لغاية الخامس والعشرين من كانون الثاني 1968 وكانت البعثة المكلفة بالعمل برئاستنا وعضوية كل من السادة الآثاريين شاه محمد علي الصيواني، وغانم وحيدة ووليد ياسين، وقد صور الحفريات والأبنية المكتشفة كالعادة السيد انتران إيفان رئيس المصورين في مديرية الآثار العامة كما قام بمهام مراقبة العمل والعمال السيد عيسى الطعمة وساعد في أعمال الهندسة والترسيم محمد الأحمد الحميضة الذي كانت وفاته المفاجئة خلال عمليات الموسم السادس خسارة لهذه المؤسسة العلمية ومبعث أسى وحزن عميقين لجميع الذين عرفوه وزاملوه طيلة سنين طويلة.<br>كان الهدف الرئيس من تنقيبات الموسم الخامس هو إكمال استظهار بقية الأجزاء البنائية في الطبقة الثالثة بدرويها السفلي والعلوي (أ، ب) وبحدود الخندق الدفاعي والسور المحاذي له من الداخل وكذلك الكشف عما يبطنه القسم الشرقي من التل الوسطي (ب) والذي كانت معظم أقسامه العليا قد تعرضت لتخريبات واسعة من قبل المزراعين المجاروين في الأعوام الأخيرة. كانت تنقيبات الموسم السابق (الرابع) قد أُنجز بالإضافة إلى الكشف عن أغلب بقايا الطبقة الرابعة (الترقيم من الأسفل) استظهار ثماني وحدات بنائية (1) يتميز بعضها (الأبنية 2، 4، 8) بشكل موحد من الخارج يشبه بمظهره الخارجي(*)&nbsp; الحرف اللاتيني (T) وقد ثبت لدينا في حينه بأن هذه الأبنية ذات الشكل الخارجي الموحد قد اشغلت على الأقل في فترتين زمنيتين متعاقبتين من حياة الطبقة الثالثة سميناهما بالفترة أ (Phase A) وترتيبها الأسفل في هذه الطبقة، وهي فترة التأسيس، تعقبها من الأعلى الفترة ب(Phase B) وفيها طليت أرضيات (وفي أغلب الأحيان جدران مشتملات هذه الأبنية بالجص بعد أن ارتفع بعضها بمعدل 80-120 سم) (بفعل الملء المتعمد بالنقض) مع بقاء نفس الجدران الأصلية للفترة أ أو أحياناً إضافة جدران جديدة ملاصقة للأولى (من الداخل عادة) طليت هي الأخرى بالجص أيضاً. وقد استخدم أغلب ما نتج من هذه التغيرات المعمارية في الفترة العليا كمخازن للغلال (Granaries) من قبل سكان الموقع في هذه الفترة، مع الاحتفاظ بالشكل المعماري الخارجي لهذه الواحدات البنائية كما كان سائداً في زمن التأسيس مع تغيير عدد وحجوم بعض غرف هذه الأبنية وذلك بتقيسم كل منها إلى غرفتين صغيرتين أو أكثر لاستيعاب أصناف متعددة من الغلال والمواد المراد خزنها لمواسم قادمة.